# Żółw torfowiskowy
Żółw torfowiskowy (Glyptemys muhlenbergii) – gatunek gada z rodziny żółwi błotnych (Emydidae).

## Występowanie
Wschodnia część USA. Jest gatunkiem endemicznym torfowisk.

## Charakterystyka
Karapaks czarny, na policzkach dwie smugi koloru od czerwonawopomarańczowego do żółtego, plastron brązowy.

## Rozmiary
Jest to jeden z najmniejszych żółwi, osiąga długość od 7,9 do 11,4 cm.

## Zagrożenia
Żółw torfowiskowy jest jednym z najrzadszych żółwi Ameryki Północnej. Krytycznie zagrożony wyginięciem na skutek odłowów oraz utraty i fragmentacji siedlisk.